# Salvatore Settis
Salvatore Settis (Rosarno, 11 giugno 1941) è un archeologo e storico dell'arte italiano.
Dal 1999 al 2010 è stato direttore della Scuola Normale Superiore di Pisa.

## Biografia
Figlio di Rocco e Carmelina Megna, dopo gli studi liceali classici si è laureato nel 1963 in Archeologia classica all'Università di Pisa, quale allievo della Scuola Normale Superiore, dove nel 1965 ha ottenuto il diploma di perfezionamento. Tra i suoi maestri, Silvio Ferri e Paolo Enrico Arias.
All'Università di Pisa è stato prima assistente (1968-1969), poi professore incaricato (1969-1976), quindi professore ordinario (1976-1985) di Archeologia greca e romana. Tra il 1977 e il 1981 è stato direttore dell'Istituto di Archeologia e preside della Facoltà di Lettere e Filosofia dello stesso ateneo. Ha insegnato Archeologia classica presso la Normale di Pisa dal 1985 al 2011.
Ha inoltre diretto il Getty Center for the History of Art and the Humanities di Los Angeles dal 1994 al 1999. È stato eletto direttore della Normale dal 1999 al 2010. Nel 2007 la sua rielezione venne vivamente contestata da un gruppo di oppositori interni, fino all'esplosione dell'affaire del "corvo" della Normale.
È inoltre membro del Deutsches Archäologisches Institut, della American Academy of Arts and Sciences, dell'Accademia Nazionale dei Lincei, dell'Accademia delle Arti del Disegno e del Comitato scientifico dell'European Research Council. Dal 2010 è Presidente Onorario dell'Associazione Culturale Silvia Dell'Orso.  L'8 gennaio 2000 il Sindaco di Rosarno Giuseppe Lavorato gli conferisce il “Premio Rosarno Medma”.
Il suo libro Italia S.p.a.. L'assalto al patrimonio culturale nel 2003 ha vinto il premio Viareggio nella categoria Saggistica, premio già conferitogli come Opera Prima di Saggistica nel 1978 per La "Tempesta" interpretata.

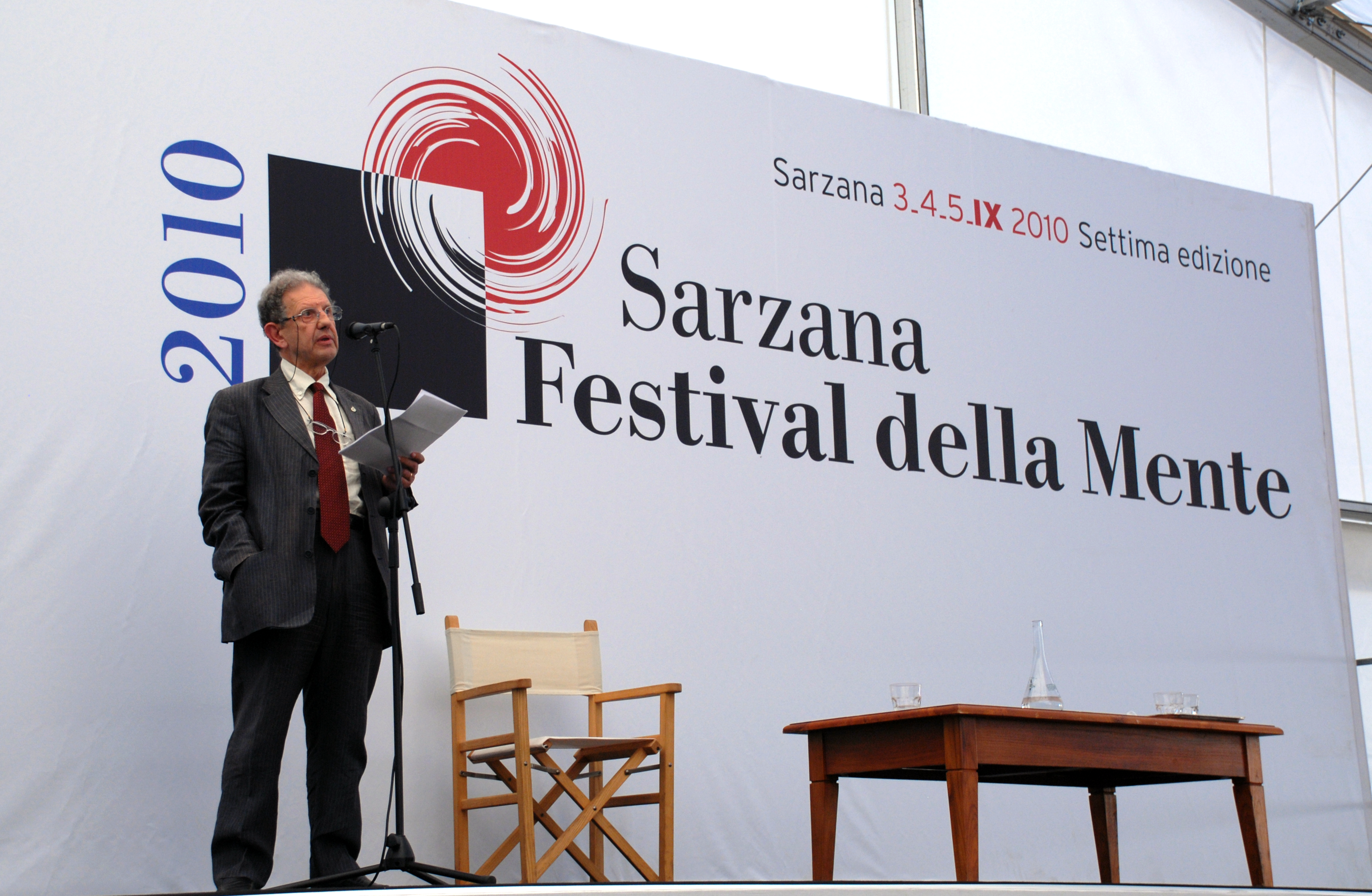
Salvatore Settis al Festival della Mente di Sarzana

Dal 2004 è membro del comitato dei garanti della Scuola Galileiana di Studi Superiori dell'Università di Padova. Il 20 novembre 2007 l'Università di Padova gli conferisce la laurea honoris causa in Giurisprudenza. Il 29 ottobre 2008 l'Università degli Studi di Roma "Tor Vergata" gli conferisce, alla presenza del Presidente emerito della Repubblica Italiana Carlo Azeglio Ciampi, la seconda laurea honoris causa in Giurisprudenza. Il 14 gennaio 2014 la Ministra dell'istruzione, dell'università e della ricerca Maria Chiara Carrozza gli ha conferito a Reggio Calabria, nel corso di una cerimonia svoltasi nell'Università "Mediterranea", la laurea honoris causa magistrale in Architettura.
Nel 2008 si pronuncia in modo esplicito contro la politica di tagli indiscriminati all'Università promossa dal governo Berlusconi sulle pagine dei quotidiani La Repubblica e Il Sole 24 ore, fatto che lo porta, nel febbraio 2009, a dare le dimissioni dalla presidenza del Consiglio Superiore dei Beni Culturali, dovute soprattutto al desiderio espresso dal Ministro dei beni e delle attività culturali Sandro Bondi che egli non criticasse la linea del governo. Attualmente ha, a Madrid, la Cátedra del Prado. Nel 2008 viene nominato Socio d'onore della Società Geografica Italiana.
Dal 2011 è in pensione. 
È presidente, dal 2011, del Conseil scientifique du musée du Louvre.
Nel 2012 con il libro Paesaggio costituzione cemento. La battaglia per l'ambiente contro il degrado civile vince il prestigioso premio letterario Gambrinus "Giuseppe Mazzotti" per la sezione “Ecologia e paesaggio”.
Nel 2013 affronta nuovamente il problema del paesaggio in rapporto alla carta costituzionale italiana nel volume Costituzione incompiuta. Arte, paesaggio, ambiente scritto assieme a Paolo Maddalena, giurista e magistrato italiano già membro della Corte costituzionale, Tomaso Montanari, professore di Storia dell'Arte moderna presso l'Università degli studi di Napoli Federico II, e Alice Leone, figlia di Susanna Camusso.
Dal 2006 Settis è stato coinvolto in una polemica con il grecista Luciano Canfora, che è assurta agli onori della cronaca, in merito alla autenticità o meno del celebre papiro di Artemidoro. Il professor Settis e altri studiosi (filologi, storici dell'arte, fisici) hanno sostenuto l'effettiva datazione del documento al periodo tra il I secolo a.C. ed il I d.C.. Dopo la nascita della controversia il reperto è stato sottoposto a ripetute analisi col metodo del carbonio 14 che hanno confermato la datazione del papiro tra il I secolo a.C. ed il I d.C. che i primi editori del documento (Claudio Gallazzi, Bärbel Kramer e lo stesso Settis) avevano già proposto in base a confronti paleografici. 
Nel 2016 ha espresso posizioni vicine al movimento No Cav schierandosi a favore della tutela delle Alpi Apuane.
È membro del consiglio di presidenza di Libertà e Giustizia.

## Vita privata
Sposò la storica, scrittrice e accademica italiana Chiara Frugoni nel 1965: dal matrimonio nacquero tre figli, Silvano, Andrea e Marta, il primo dei quali è deceduto il 23 maggio 2019.  Il rapporto matrimoniale è durato sino al 1978.
È ora sposato in seconde nozze con Maria Michela Sassi, ordinaria di Storia della filosofia antica all’Università di Pisa, dalla quale ha avuto i figli Bruno e Nicola.

## Riconoscimenti
- Nel 2013 la città di Genova gli consegna il Grifo d'Oro.[16]
- 2024 - Premio Columbus nel 2024 per la Cultura

## Opere
- ΧΕΛΩΝΗ. Saggio sull'Afrodite Urania di Fidia, Studi di lettere, storia e filosofia XXX, Pisa: Nistri-Lischi, 1966
- La "Tempesta" interpretata. Giorgione, i committenti, il soggetto, Torino: Einaudi, 1978
- La terre des Etrusques, de la Préhistoire au Moyen-Age, a cura di Salvatore Settis, Marisa Bonamici, Riccardo Francovich, Renata Grifoni Cremonesi, Andreina Ricci, Leonardo Rombai, Firenze: Scala, 1985
- (con Adriano La Regina, Giovanni Agosti e Vincenzo Farinella), La Colonna Traiana, Torino: Einaudi, 1988
- Laocoonte. Fama e stile, Collana Virgolette, Roma: Donzelli, 1999, ISBN 978-88-603-6040-3.
- Italia S.p.A. L'assalto al patrimonio culturale, Torino: Einaudi, 2002
- (con Saverio Calocero): Passaggi e paesaggi, Roma: Donzelli, 2003
- Quale eccellenza? Intervista sulla Normale di Pisa, a cura di Silvia Dell'Orso, Collana Saggi Tascabili, Roma-Bari, Laterza, 2004, ISBN 978-88-420-6974-4.
- Futuro del "classico", Collana Vele, Torino, Einaudi, 2004, ISBN 978-88-061-4380-0.
- Battaglie senza eroi. I beni culturali tra istituzioni e profitto, Milano: Electa, 2005
- (curatore): Memoria dell'antico nell'arte italiana, 3 voll., Torino: Einaudi, 1984-1986
- Iconografia dell'arte italiana 1100-1500: una linea, Collana Piccola Biblioteca, Torino: Einaudi, 2005
- Artemidoro. Un papiro dal I secolo al XXI secolo, Collana Saggi, Torino, Einaudi, 2008, ISBN 978-88-061-9671-4.
- La villa di Livia. Le pareti ingannevoli, Milano: Mondadori Electa, 2008
- Artisti e committenti fra Quattro e Cinquecento, postfazione di Antonio Pinelli, Torino: Einaudi, 2010
- Paesaggio Costituzione cemento. La battaglia per l'ambiente contro il degrado civile, Torino, Einaudi, 2010
- Azione Popolare. Cittadini per il bene comune, Torino, Einaudi, 2012
- Il paesaggio come bene comune, Collana Assise. Quaedam, La Scuola di Pitagora, 2013, ISBN 978-88-654-2231-1.
- (presentazione di): Il cammino della Comunità, Roma: Edizioni di Comunità, 2013
- Se Venezia muore, Collana Vele, Torino: Einaudi, 2014, ISBN 978-88-062-1826-3.
- Costituzione! Perché attuarla è meglio che cambiarla, Torino: Einaudi, 2016, ISBN 978-88-062-3071-5.
- Architettura e democrazia. Paesaggio, città, diritti civili, Torino: Einaudi, 2017
- Cieli d'Europa. Cultura, creatività, uguaglianza, Torino: UTET, 2017
- Paesaggio Costituzione cemento. La battaglia per l'ambiente contro il degrado civile, Torino: Einaudi, 2019
- (con Tomaso Montanari): Arte. Una storia naturale e civile, 5 voll., Milano: Mondadori Education, 2019
- Incursioni. Arte contemporanea e tradizione, Milano: Feltrinelli, 2020
- Registro delle assenze. Profili e paesaggi, Milano: Salani, 2024

### Curatele
- Memoria dell'antico nell'arte italiana, Torino, Einaudi, 1984-1986, ISBN 978-88-065-7844-2.
- Civiltà dei Romani, Milano: Electa 1990-1993
- I Greci. Storia, cultura, arte, società, Torino: Einaudi 1996-2002